# Хан, Атаур Рахман
Атаур Рахман Хан (бенг. আতাউর রহমান খান; 6 марта 1905, Дхамрай, Британская Индия — 7 декабря 1991, Дакка) — государственный деятель Бангладеш. Был премьер-министром страны с 1984 по 1986 год.

## Биография
Родился в 1907 году в деревне Балия. Окончил среднюю школу в Дакке в 1924 году, колледж в 1927 году, спустя три года получил высшее образование в Университете Дакки. После окончания университета работал в судебной системе. Присоединился к Мусульманской лиге в 1944 году, был вице-президентом комитета партии.
В 1962 году в качестве одного из лидеров Национально-демократического фронта (под руководством Хусейна Шахида Сухраварди), Атаур Рахман сыграл важную роль в движении за восстановление демократии в стране. Он был избран президентом Ассоциации юристов Дакки в 1969 году и стал членом Совета Адвокатской Палаты в 1970 году.
В 1969 году стал одним из создателей Партии Джатии, и был избран её президентом. Во время освободительной войны, в 1971 году, он был арестован армией Западного Пакистана, вышел на свободу спустя пять месяцев. В независимом Бангладеш занимался политической деятельностью, руководил Партией Джатия. Был премьер-министром страны в 1984—1986 годах.